# نایمان (شهرستان نوکت)
نایمان (به قرقیزی: Найман، نايمان) یک منطقهٔ مسکونی در قرقیزستان است که در شهرستان نوکت واقع شده‌است. نایمان ۱٬۷۵۴ نفر جمعیت دارد و ۱٬۳۰۰ متر بالاتر از سطح دریا واقع شده‌است.